# Scutellinia erinaceus
Scutellinia erinaceus är en svampart som först beskrevs av Ludwig David von Schweinitz, och fick sitt nu gällande namn av Carl Ernst Otto Kuntze 1891. Scutellinia erinaceus ingår i släktet Scutellinia och familjen Pyronemataceae.   Inga underarter finns listade i Catalogue of Life.

## Källor

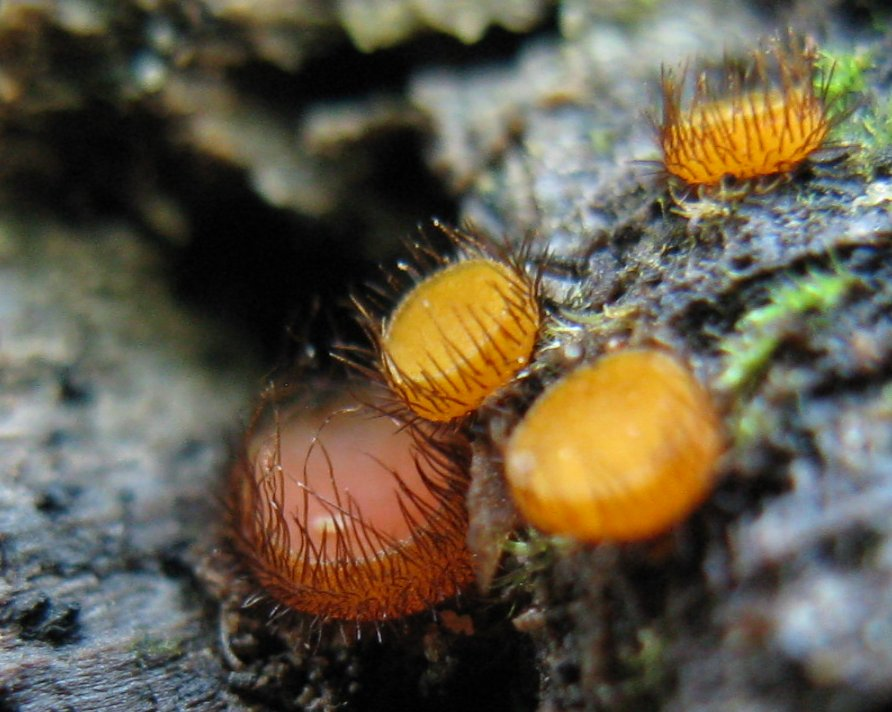